# Mausoleum (Pensin)

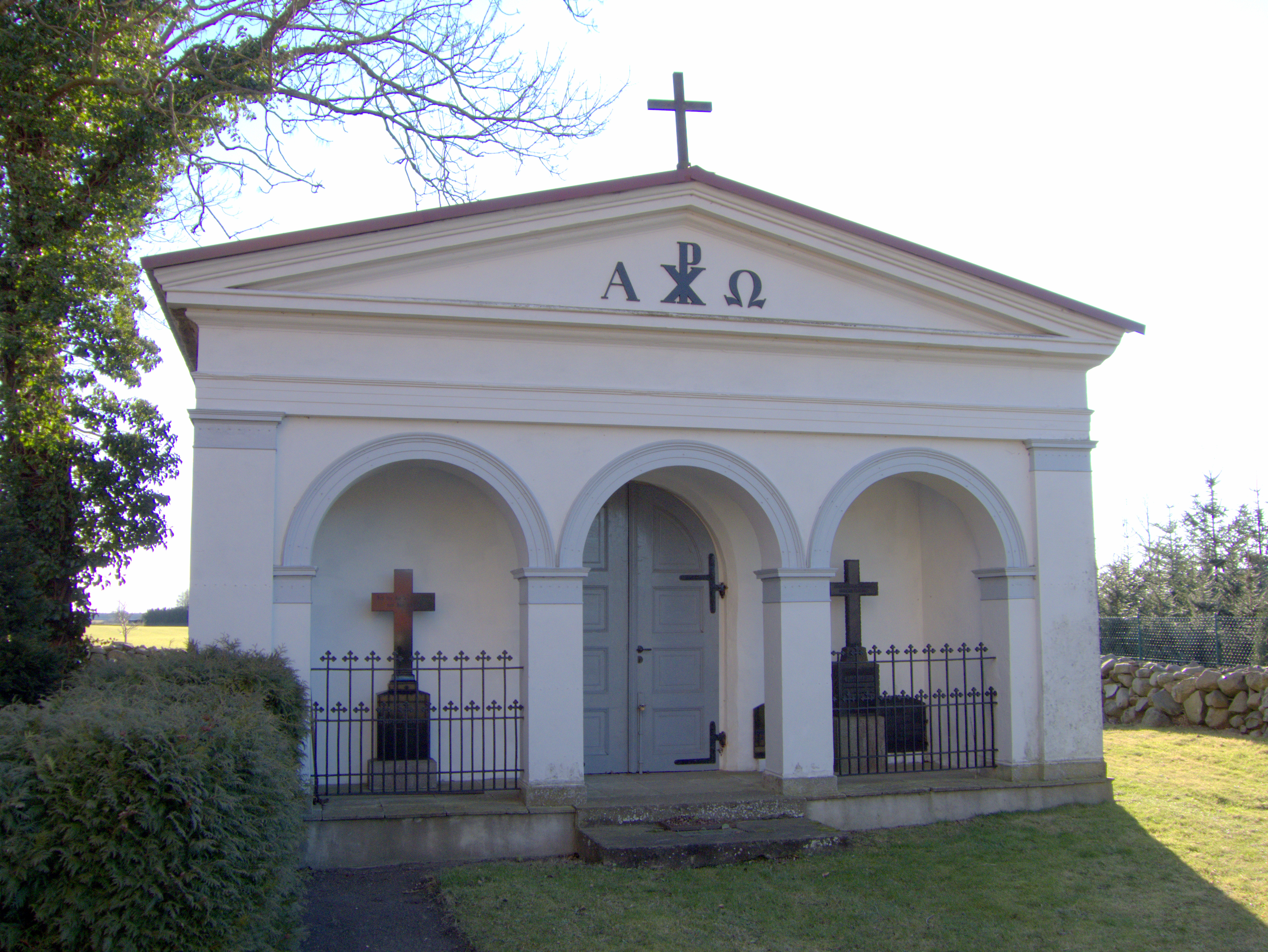
Mausoleum

Das Mausoleum von Pensin, einem Ortsteil der Gemeinde Kletzin im Landkreis Mecklenburgische Seenplatte, befindet sich auf dem Friedhof des Ortes, südwestlich der Pensiner Kirche. Es wurde 1850 aus behauenem Feldstein errichtet und ist an den Längsseiten und dem Südgiebel mit geputzten Pilastern gegliedert. Der vollständig geputzte Nordgiebel mit dem Eingangsportal besitzt eine in drei Rundbögen geöffnete übergiebelte Vorhalle mit zwei rechteckigen Säulen. 
Das Mausoleum diente zunächst als Erbbegräbnis für die Familien Dudy und Dähnert aus Demmin, die das Gut von 1843 bis 1888 bewirtschafteten. Ein Grabkreuz mit Gedenktafel weist das Mausoleum als die letzte Ruhestätte für ein Ehepaar sowie eine Frau und ein Kind aus, die am 12. August 1912 bei einer Segelfahrt im Schweriner See verunglückten.